# Scottish Borders
A Área de Conselho (ou Council Area) de Scottish Borders (em gaélico escocês, Crìochan na h-Alba), é uma das 32 subdivisões administrativas da Escócia, em vigor desde 1996. 
Comumente referida apenas como Borders, Scottish Borders faz fronteira com Dumfries and Galloway ao oeste; South Lanarkshire e West Lothian ao noroeste; City of Edinburgh, East Lothian e Midlothian ao norte; e Northumberland e Cumbria, na Inglaterra, ao sudeste. O centro administrativo desta Área de Conselho é Newtown St. Boswells. 
Historicamente, o nome Scottish Borders (fronteiras escocesas) se referia a toda região fronteiriça do sul da Escócia e as áreas vizinhas com a Inglaterra que eram parte da fronteira entre a Inglaterra e a Escócia. Os habitantes de Scottish Borders são muito orgulhosos de sua região e frequentemente referem-se a si mesmos como Borderers.

## Geografia
Scottish Borders está localizada na parte oiriental dos planaltos da Escócia, uma região montanhosa com o Rio Tweed correndo do oeste para o leste através da região. O leste da região, na área que faz fronteira com o Rio Tweed, é plano e é conhecido como 'The Merse'.
O Rio Tweed e seus afluentes fluem por toda a região e terminam no Mar do Norte em Berwick-upon-Tweed, formando a fronteira com a Inglaterra, aproximadamente, nos últimos 30 km de sua extensão.
O termo Central Borders se refere a área na qual as maiorias das principais cidades estão localizadas. São estas: Galashiels, Selkirk, Hawick, Jedburgh, Earlston, Kelso, St Boswells, Newtown St Boswells, Melrose e Tweedbank.

## História
Historicamente, o termo 'Borders' tinha um significado mais amplo se referindo a todos os burghs pertencentes a região fronteiriça com a Inglaterra, incluindo Dumfriesshire e Kirkcudbrightshire, na Escócia, e Northumberland, Cumberland e Westmorland, na Inglaterra. 
Os antigos condados, hoje substituídos pelas Council Areas, de Roxburghshire e Berwickshire, em Scottish Borders, foram palco de inúmeras batalhas, como as Guerras de independência da Escócia, e incursões militares na época das Border Reivers. Assim, em toda a região podem ser vistos ruínas de castelos, mosteiros e até cidades antigas.
A antiga região de Borders foi criada em 1975 pela fusão dos condados de Berwickshire, Peeblesshire, Roxburghshire e Selkirkshire e parte de Midlothian. Em 1996, a região tornou-se uma autoridade unitária, Área de Conselho, e depois de uma eleição para escolha dos chefes políticos da região o nome foi mudado para Scottish Borders.

## Cidades e vilarejos

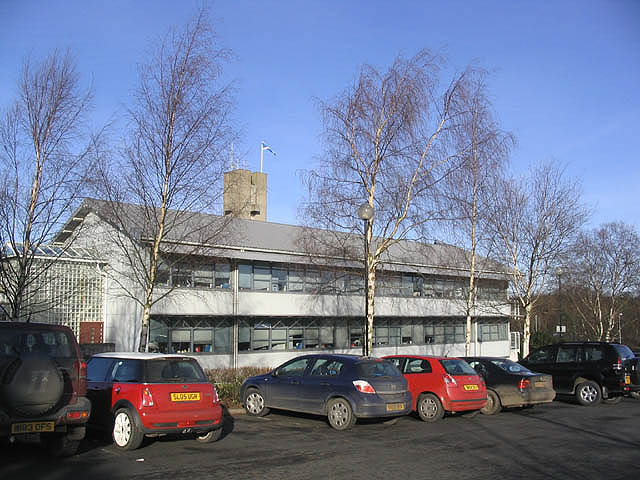
Escritório do Scottish Borders Council em Newtown St. Boswells

- Abbey St. Bathans, Allanton, Ancrum, Ashkirk
- Broughton, Burnmouth
- Cardrona, Chirnside, Clovenfords, Cockburnspath, Coldingham, Coldstream
- Denholm, Dryburgh, Duns
- Eyemouth, Earlston, Eddleston, Ettrick, Ettrickbridge
- Foulden
- Galashiels, Greenlaw
- Hawick
- Innerleithen
- Jedburgh
- Kelso, Kirk Yetholm
- Lauder, Lilliesleaf, Longformacus
- Melrose
- Newcastleton, Newstead, Newtown St. Boswells
- Peebles
- Roxburgh
- Selkirk, St. Abbs, St Boswells, Stow, Stichill
- Teviothead, Town Yetholm, Traquair, Tweedbank
- Walkerburn, West Linton